# 아바단 (투르크메니스탄)
아바단 (Abadan) 은 투르크메니스탄 아시가바트 근교에 위치한 아할주의 도시이다. 1963년 세워졌으며, 2002년 10월 투르크메니스탄의 대통령 사파르무라트 니야조프에 의해 이름이 바뀔 때까지 뷔제메인 (Büzmeýin)이라는 이름이었다. 전통적인 러시아식 이름은 베즈메인 (Bezmein, Безмейн)이다.
도시의 현재 시장은 오라즈미라트 가라야예프 (Orazmyrat Garajaýew)이며, 가라야예프는 2007년 투르크메니스탄 대통령 선거에 출마했던 후보 가운데 한 명이었다. 거주 인구는 약 50,000명이다.

## 2011년 무기 창고 폭발
2011년 7월 7일, 현지 시각으로 16시 45분, 아바단에서 거대한 폭발이 일어났다. 정부 관계자는 폭죽 창고에서 발생한 폭발로 군인 2명과 시민 13명이 사망했다고 밝혔다. 하지만, 야권 그룹은 실제 폭발 원인은 소비에트 시대의 무기 창고라고 주장하며, 이 폭발로 1,300명 넘게 사망했다고 주장하고 있다.

## 같이 보기
- 아시가바트